# Hurley (pueblo)
Hurley es un pueblo ubicado en el condado de Ulster, en el estado estadounidense de Nueva York. En el censo del año 2010 tenía una población de 6 314 habitantes. Tiene una población estimada, a finales del 2019, de 6 020 habitantes.

## Geografía
Hurley se encuentra ubicado en las coordenadas 41°55′27.3″N 74°3′42.32″O / 41.924250, -74.0617556. Según la Oficina del Censo, la ciudad tiene un área total de 93,15 km², de la cual 77,47 km² es tierra y 15,68 km² es agua.

## Economía
Según la Oficina del Censo en 2000 los ingresos medios por hogar en la localidad eran de 51.055 dólares, y los ingresos medios por familia eran $ 59.487. Los hombres tenían unos ingresos medios de 39.565 dólares frente a los $ 27.238 para las mujeres. La renta per cápita para la localidad era de 25.864 dólares. Alrededor del 6,2% de la población estaba por debajo del umbral de pobreza.